# کریستیان لریک
کریستیان لریک (به انگلیسی: Cristian Leric) ژیمناست زادهٔ ۲۷ ژوئن ۱۹۷۴ میلادی اهل کشور رومانی است.